# Laothoe suffusa
Laothoe suffusa är en fjärilsart som beskrevs av Tutt 1903. Laothoe suffusa ingår i släktet Laothoe och familjen svärmare. Inga underarter finns listade i Catalogue of Life.